# Chrapy (Kuźniaki)
Chrapy – część wsi Kuźniaki w Polsce położona w województwie świętokrzyskim, w powiecie kieleckim, w gminie Strawczyn.
W latach 1975–1998 Chrapy administracyjnie należały do województwa kieleckiego.